# 山本栄彦
山本 栄彦（やまもと たかひこ、1935年〈昭和10年〉9月6日 - 2023年〈令和5年〉4月9日）は、日本の政治家。第58代山梨県知事（2003年2月 - 2007年2月）、第33-35代山梨県甲府市長（1991年4月 - 2002年12月）。

## 経歴
明治大学経営学部を卒業。県経営者協会勤務の後、家業の旅館業を継ぐ（後述）。
伯父の山本達雄は元甲府市長で、自身も1991年4月に市民グループの公募に応じる形で甲府市長選挙に立候補。自民党の支援も得て初当選を果たし3期11年務める。この間、山梨県市長会長（1994年11月 - 1996年6月、2002年6月 - 2002年12月）・全国市長会副会長（1995年1月 - 1995年6月）・全国首長連携交流会会長（1997年4月 - 1999年5月）を歴任した。
2002年に2003年山梨県知事選挙に出馬を表明。不出馬を決めていた天野知事をはじめ堀内光雄衆議院議員や中島真人参議院議員といった自民党の国会議員や民主党の輿石東参議院議員などの支援を受け、民主党と自由党から公認を得た山本は、前衆議院議員で元法務副大臣の横内正明や元警視総監の井上幸彦など4人による選挙戦となった。現職知事や有力国会議員などの支援を受けた山本は開票率85％まで山梨県第3区を強固な地盤とし、元国会議員の強みを持っていた横内にリードを許す苦しい状況となったが、山本の地盤である甲府市の票が開くと伸び悩んだ横内に対して一気に逆転し、最終的に8,969票差の167,196票を得て当選した。
|      | 順位 | 候補者名 | 党派   | 新旧 | 得票数  | 得票率 | 惜敗率 | 供託金 |
| ---- | ---- | -------- | ------ | ---- | ------- | ------ | ------ | ------ |
| 当選 | 1    | 山本栄彦 | 無所属 | 新   | 167,196 | 35.86% | ----   |        |
|      | 2    | 横内正明 | 無所属 | 新   | 158,227 | 33.94% | 94.64% |        |
|      | 3    | 井上幸彦 | 無所属 | 新   | 121,115 | 25.98% | 72.44% |        |
|      | 4    | 福田剛司 | 共産   | 新   | 13,315  | 2.89%  | 11.79% | 没収   |

2期目を目指し2007年山梨県知事選挙へ出馬を表明したが、井上幸彦とその支援団体であるふるさと山梨を考える会が前回次点だった横内正明に出馬を要請し、当初は不出馬と見られていた横内も翻意し出馬したことで実質2人の選挙戦となる。前回横内と井上の得票率が59%であったことから苦戦が予想され、1期4年間の実績を強調した結果前回より2万票以上を上積みしたが届かず落選。
|      | 順位 | 候補者名 | 党派   | 新旧 | 得票数  | 得票率 | 惜敗率 | 供託金 |
| ---- | ---- | -------- | ------ | ---- | ------- | ------ | ------ | ------ |
| 当選 | 1    | 横内正明 | 無所属 | 新   | 235,383 | 51.08% | ----   |        |
|      | 2    | 山本栄彦 | 無所属 | 現   | 187,955 | 40.78% | 79.85% |        |
|      | 3    | 石原秀文 | 共産   | 新   | 24,203  | 5.25%  | 10.28% | 没収   |
|      | 4    | 金子望   | 無所属 | 新   | 13,315  | 2.89%  | 5.66%  | 没収   |

2月16日の任期満了により山梨県知事を退任し、隠居生活を送っていた。
2023年4月9日、韮崎市内の病院で死去。87歳没。

## 政策

### 甲府市長時代
就任後はバブル景気の終焉と重なり、ストロー現象やドーナツ化現象などといった市街地空洞化に悩まされ、さらにアジア通貨危機を前後して甲府西武の閉店や甲府中央商店街のシャッター通り化など、この時期の甲府市は負のイメージばかりが目立っていた。これに対し商店街活性化策のための補助を次々と打ち出したことから、甲府商工会議所、甲府中央商店街などからは一定の評価を受けていた。

### 山梨県知事時代
着任後天野県政時代に停滞していた事業の早期実現に尽力。山梨県立博物館の竣工や甲府駅北口再開発事業の促進、さらに中部横断自動車道未着工区間については新直轄方式に移行することを国に陳情し、早期着工を果たしている。そのほか償還がおぼつかなかった清里高原有料道路を無料開放し、県立フラワーセンター（のちの山梨県立フラワーセンター ハイジの村）を民間委託化するなど率先した赤字対策や事業推進を行なった。その他では観光課の設置や山梨県内の小学校の少人数化を実施している。
一方で県知事選での得票率が4割を切っていたことが影響し、就任1年半後の2004年7月21日に読売新聞が発表した都道府県知事の支持率調査では支持率は36％（全国都道府県知事中45位）、不支持率も23％（同42位）と人気の低さに悩まされていた。また、ミネラルウォーター税の導入計画の頓挫や富士山の世界遺産暫定リスト入りの際の認識違いによる混乱、明野処分場のオオタカ営巣地問題での対応などで飲料業界や富士山麓の観光業界、環境保護団体から批判を受けることもあった。

## その他
実家は積翠寺温泉にあった旅館「要害」。2017年1月末を以て営業を終了し、建物は障害者施設に転用された。
2004年に発覚した山梨県教職員組合（山教組）による政治資金規正法違反の際、産経新聞から支援を受けた一人として名前が挙がっている。